# おもろてれぐすく
『おもろてれぐすく』は、2006年4月3日から2007年3月9日までNHK沖縄放送局で毎週月曜 - 金曜 17:30 - 17:59 （JST、祝日を除く）に放送されていた地域情報番組。
旬のゲストを沖縄放送会館に招いて行う公開生放送番組であった。

## 出演者

### キャスター
- 関根太朗（当時沖縄局アナウンサー）
- 與那嶺紗希子（当時沖縄局アナウンサー） - 途中まで出演。当時の沖縄局の現役アナウンサーでは唯一の地元出身者であったが、2006年9月の大相撲中継による中断以降、長期間「番組をお休み」した。

### パーソナリティ
- 前原絵理（地元出身の若手女優） - 沖縄県の「お宝」を有形・無形を問わず発掘リポートする月曜のコーナーを担当していたが、與那嶺が出なくなってからは他の曜日にも時々出演するようになった。

## アナタン
アナウンサーが「探偵」となって沖縄県内のもろもろを調査するというコーナーで、主に木曜に行われていた。與那嶺が出なくなってからは、男性アナウンサーが交替で担当するようになった。司会陣以外の担当者は以下の通り。
- 渡辺裕之
- 武田真一 - 番組開始後に東京から異動。
- 宮田貴行
- 中山庸介
- 中野淳

## その他
この番組では親しみやすさが重視されており、アナウンサーの服装にそれが表れている。すなわち、この番組ではノーネクタイ、夏場には（このあとの『ハイサイ!てれびすかす』ともども）かりゆしウェアとなるが、たとえ同日中の放送であっても他番組ではネクタイ・スーツ着用である。